# UFC 23
UFC 23: Ultimate Japan 2（ユーエフシー・トゥエンティスリー：アルティメット・ジャパン・ツー）は、アメリカ合衆国の総合格闘技団体「UFC」の大会の一つ。1999年11月14日、千葉県浦安市舞浜の東京ベイNKホールで開催された。

## 大会概要
メインイベントのUFC世界ヘビー級王座決定戦では、ケビン・ランデルマンがピート・ウィリアムスを破り、第5代UFC世界ヘビー級王者となった。
また、日本人選手4名によるミドル級ワンデートーナメントが開催され、山本喧一が1回戦で高瀬大樹、決勝戦で藤井克久を降してトーナメントを優勝した。
大会終了後、会場バックステージにて安生洋二がリングス代表の前田日明を殴打し、失神させる事件が発生した。
テレビ東京が、11月23日（22日深夜）の深夜2時15分から3時15分の時間枠で録画中継番組を放送した。

## 試合結果
第1試合 UFC-Jミドル級トーナメント 1回戦 5分3R
○  藤井克久 vs.  矢野倍達 ×
2R 3:12 TKO（レフェリーストップ：スタンドパンチ連打）
※藤井が決勝進出
第2試合 UFC-Jミドル級トーナメント 1回戦 5分3R
○  山本喧一 vs.  高瀬大樹 ×
3R終了 判定3-0
※山本が決勝進出
第3試合 ミドル級 5分3R
○  ユージーン・ジャクソン vs.  KEI山宮 ×
3R 3:12 KO（左フック）
第4試合 ミドル級 5分3R
○  ジョー・スリック vs.  ジェイソン・デルーシア ×
1R 1:12 TKO（タオル投入：足の負傷）
第5試合 UFC-Jミドル級トーナメント 決勝戦 5分3R
○  山本喧一 vs.  藤井克久 ×
1R 4:15 膝十字固め
※山本がトーナメント優勝
第6試合 ヘビー級 5分3R
○  ペドロ・ヒーゾ vs.  高阪剛 ×
3R 1:12 TKO（レフェリーストップ：スタンドパンチ連打）
第7試合 UFC世界ヘビー級王座決定戦 5分5R
○  ケビン・ランデルマン vs.  ピート・ウィリアムス ×
5R終了 判定3-0
※ランデルマンが王座獲得に成功